# Marcela Kloudová
Marcela Kloudová is een schaatsster uit Tsjecho-Slowakije.

## Resultaten

### Wereldkampioenschappen
| Jaar | Jaar     | Plaats | Resultaten   | Resultaten                                 |
| ---- | -------- | ------ | ------------ | ------------------------------------------ |
| 1948 | Allround | Turku  | 11e Allround | 12e 500 m 10e 1000 m 10e 3000 m 10e 5000 m |

## Persoonlijke records
| Afstand    | Tijd     | Datum            | Baan  |
| ---------- | -------- | ---------------- | ----- |
| 500 meter  | 1.08,60  | 14 februari 1948 | Turku |
| 1000 meter | 2.04,90  | 14 februari 1948 | Turku |
| 3000 meter | 6.40,70  | 14 februari 1948 | Turku |
| 5000 meter | 11.22,60 | 14 februari 1948 | Turku |